# Каменный мост (Регенсбург)
Каменный мост (нем. Steinerne Brücke) — мост через реку Дунай в городе Регенсбурге (Германия, федеральная земля Бавария). Наряду с Регенсбургским собором он является основной достопримечательностью города.

## История
Мост строился в течение 11 лет, в период с 1135 по 1146 гг. по указу Людовика VII для форсирования Дуная участниками Второго крестового похода. Следующие восемь веков этот мост был единственным через реку в  Регенсбурге. Мост украшает скульптура мальчика (Bruckmandl), установленная в 1446 году. Нынешний вариант скульптуры датируется 23 апреля 1854 года. Рядом с мостом находится популярная у туристов и жителей города историческая сосисочная Регенсбурга, служившая ранее строительной конторой или кухней для рабочих, участвовавших в строительстве моста.

## Легенды
О строительстве моста существует известная легенда. Поспорили как-то зодчий моста с зодчим Регенсбургского собора, чье творение раньше достроено будет. Строение собора шло быстрее и решил тогда создатель моста заключить договор с чертом. По его условиям первые три души, пересекшие мост, принадлежат черту. После этого постройка моста шла очень быстро и он был полностью закончен значительно раньше собора. Черт потребовал свою плату и хитрый архитектор пустил по только что сооруженному шедевру петуха, курицу и собаку. Со злости черт решил уничтожить мост, но это ему не удалось. Вот почему, согласно легенде, у моста есть горб. В легенде маленький мостовой человечек, сидящий на мосту и постоянно устремляющий взгляд вверх на место строительства башен собора, превращается в образ строителя моста. На самом деле мост был достроен задолго до начала строительства собора в 1273 году.  

Каменный мост в 1630-х годах
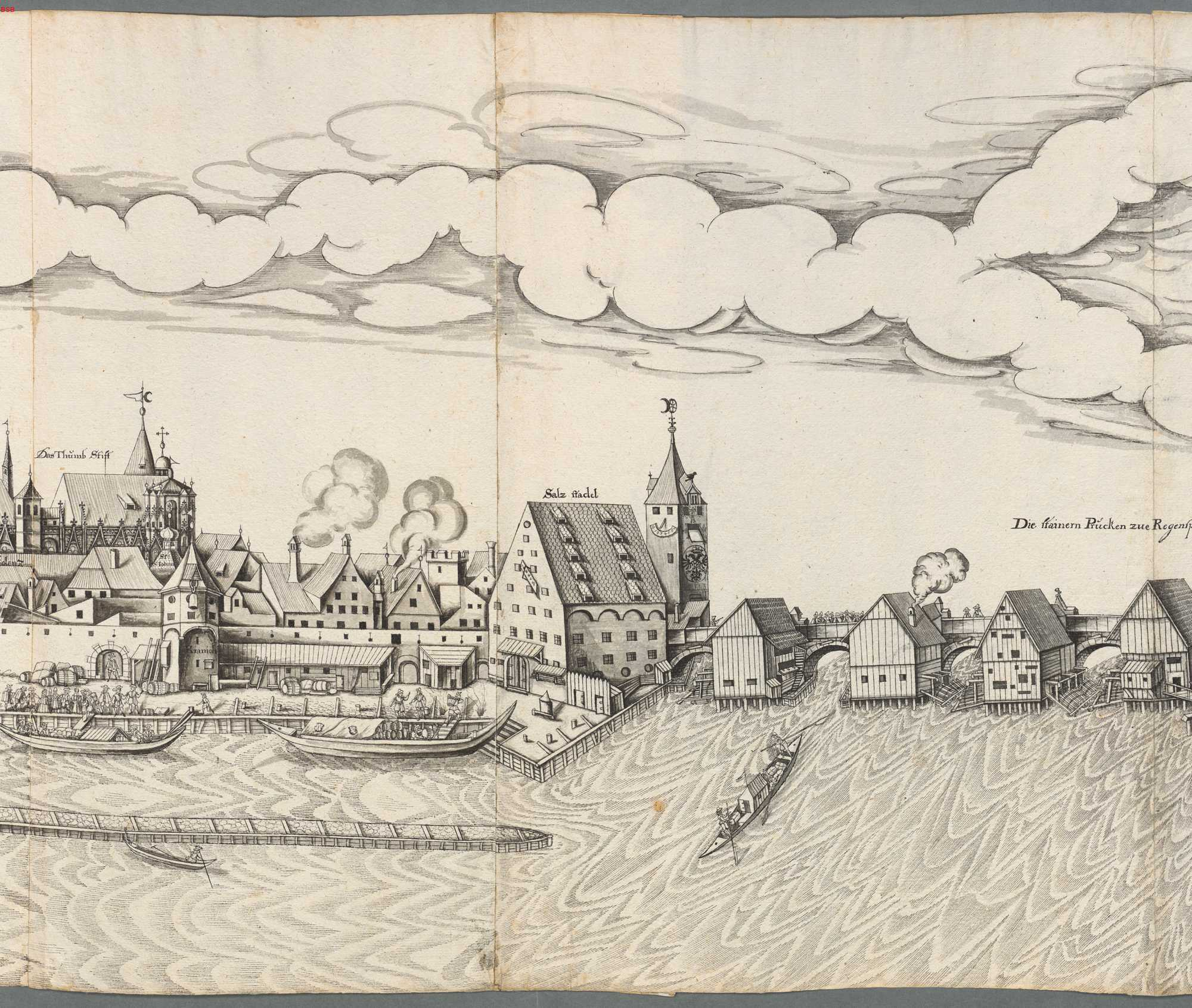
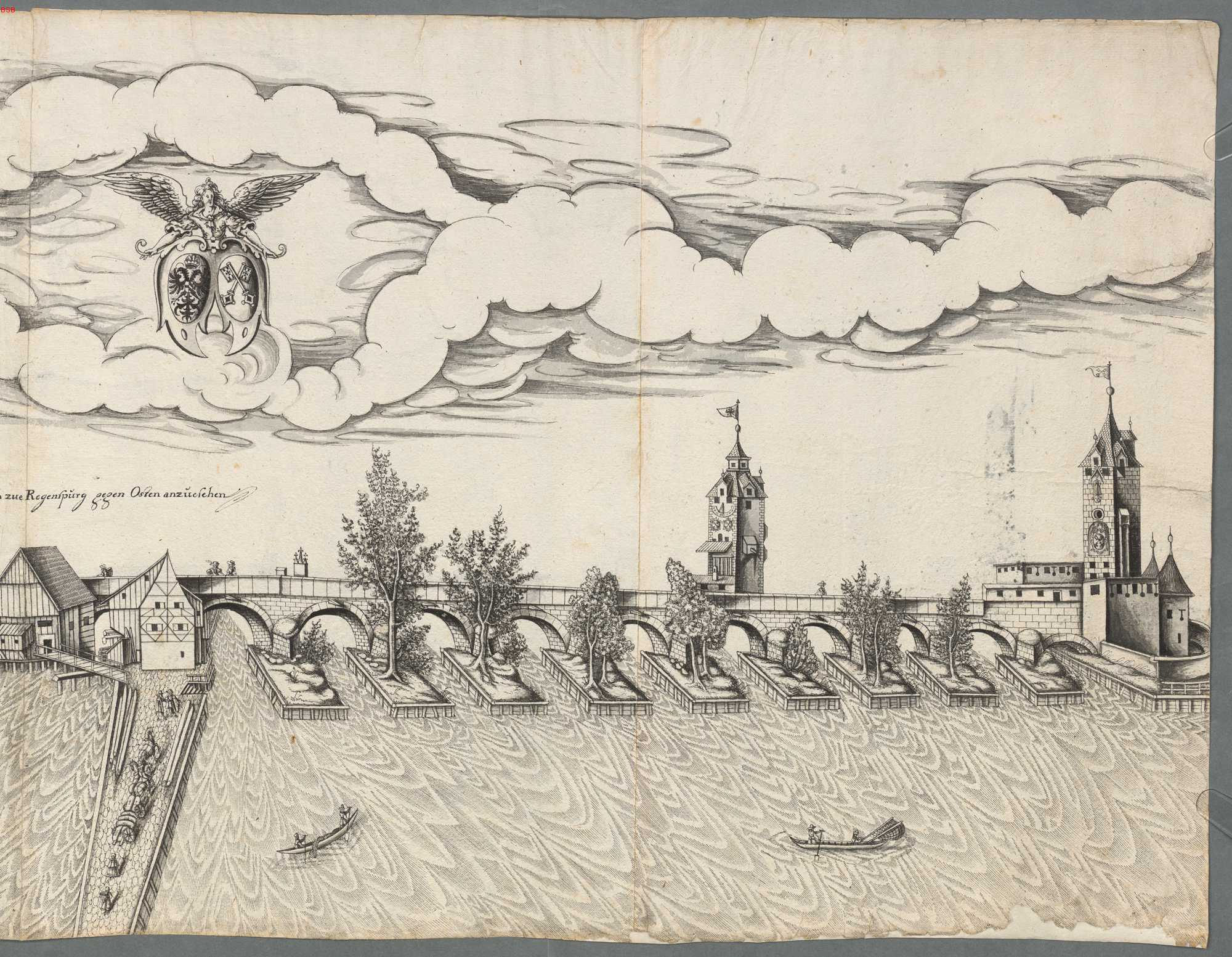
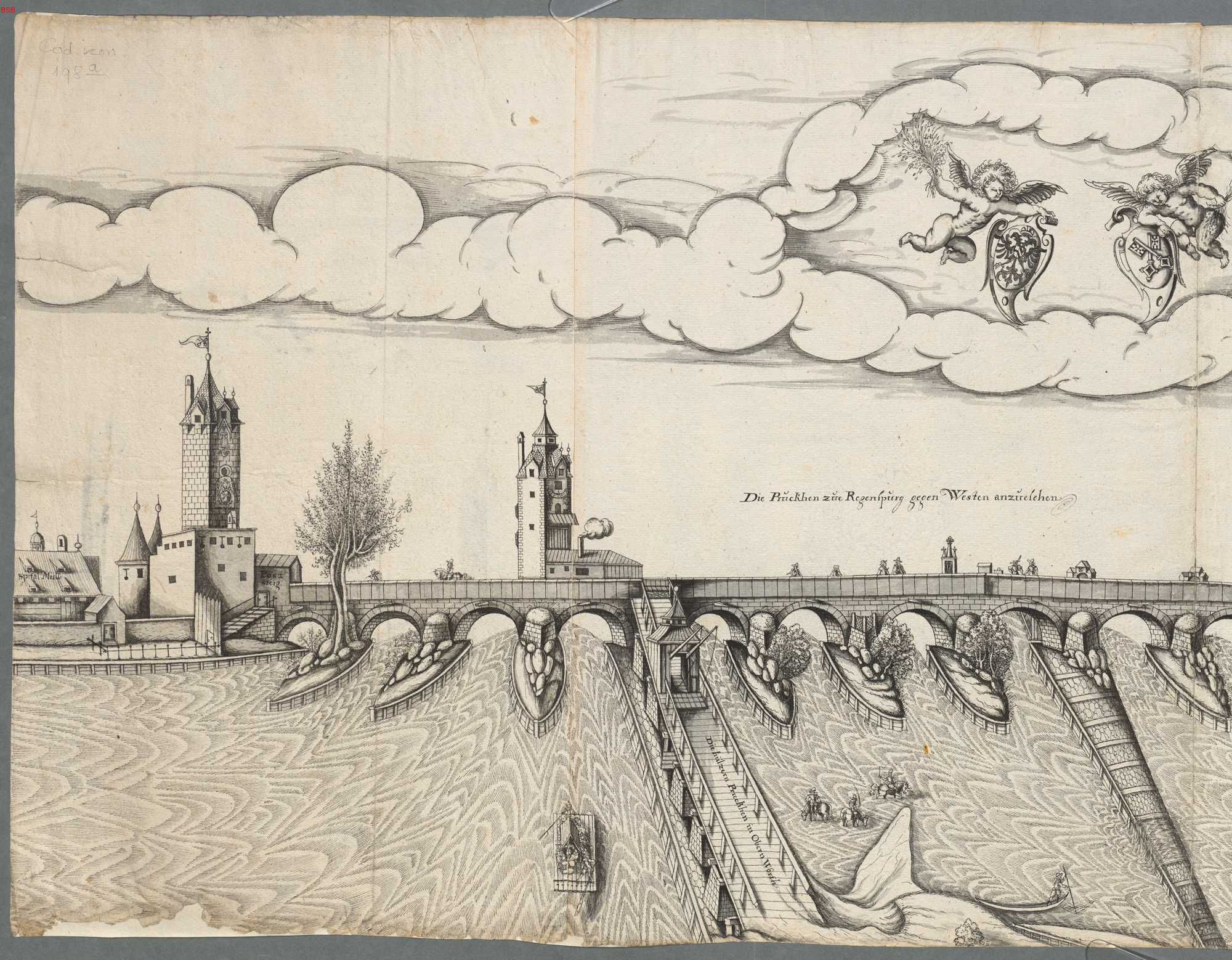
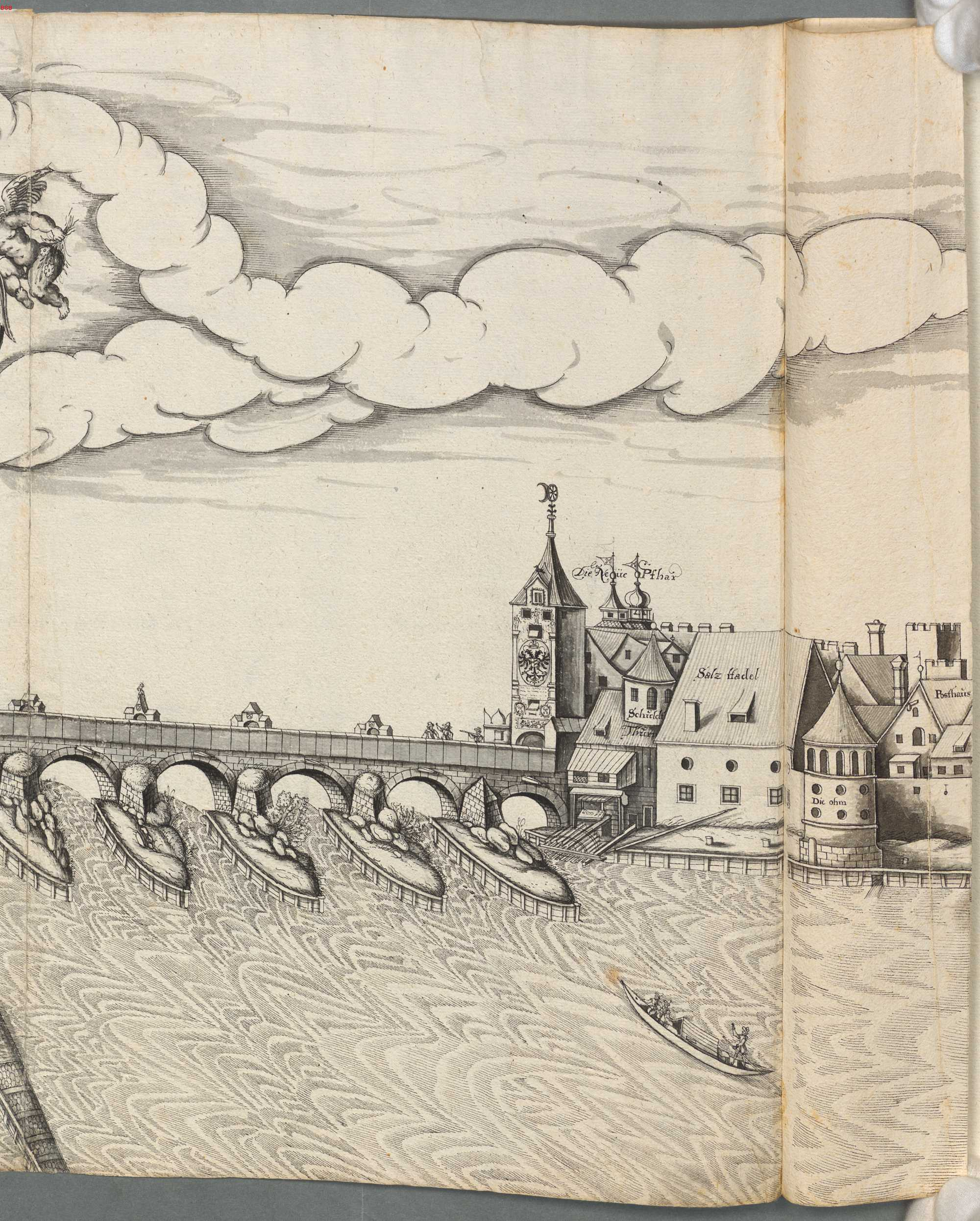

Каменный мост в наше время
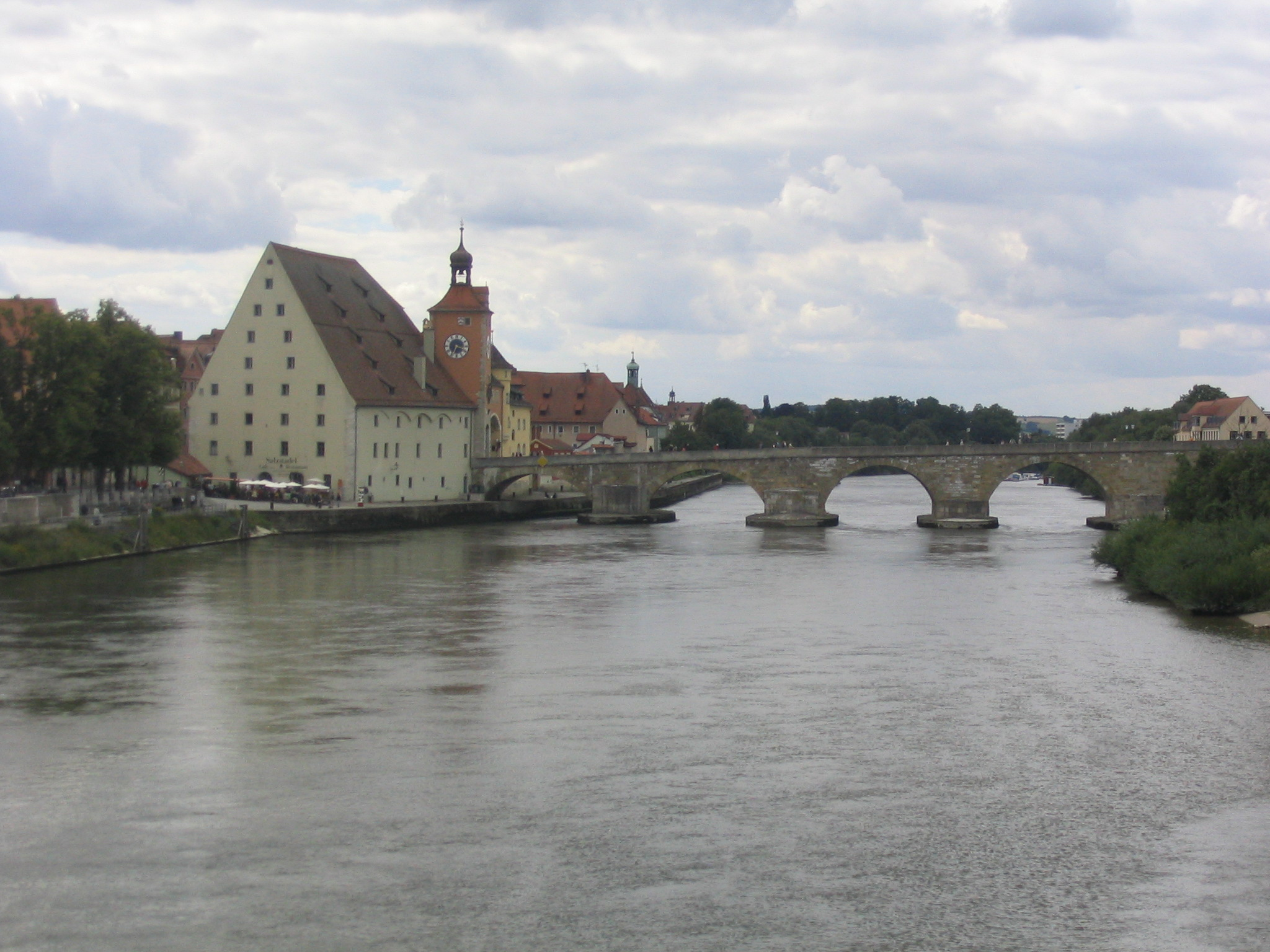
Мост и соляной амбар
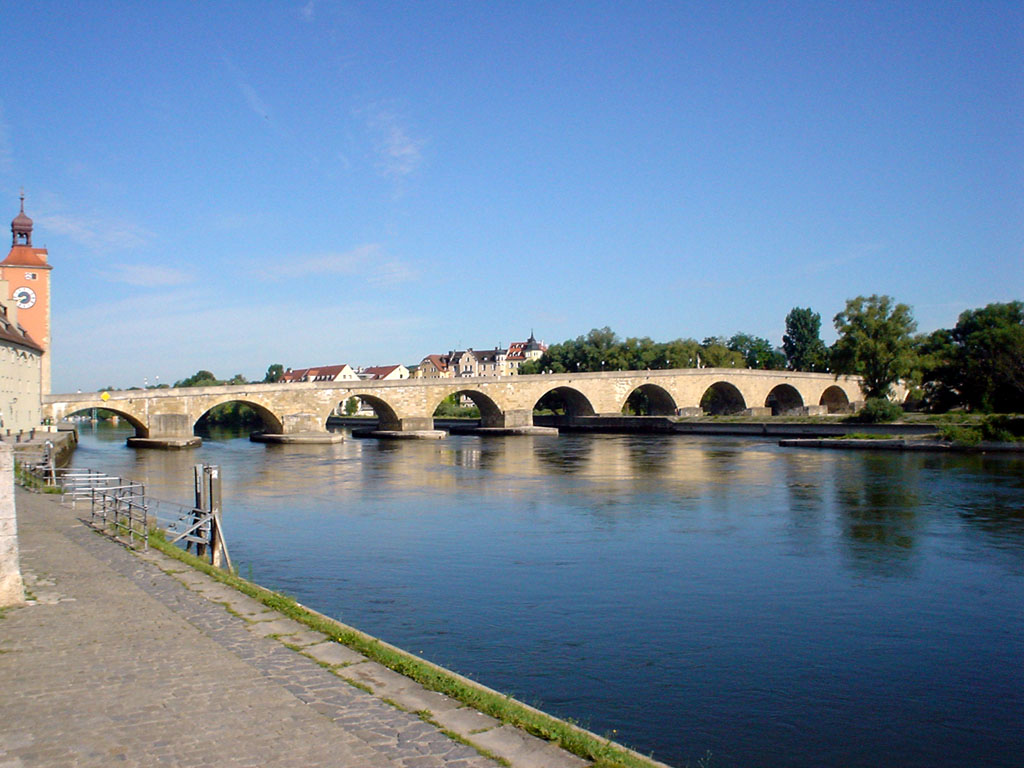
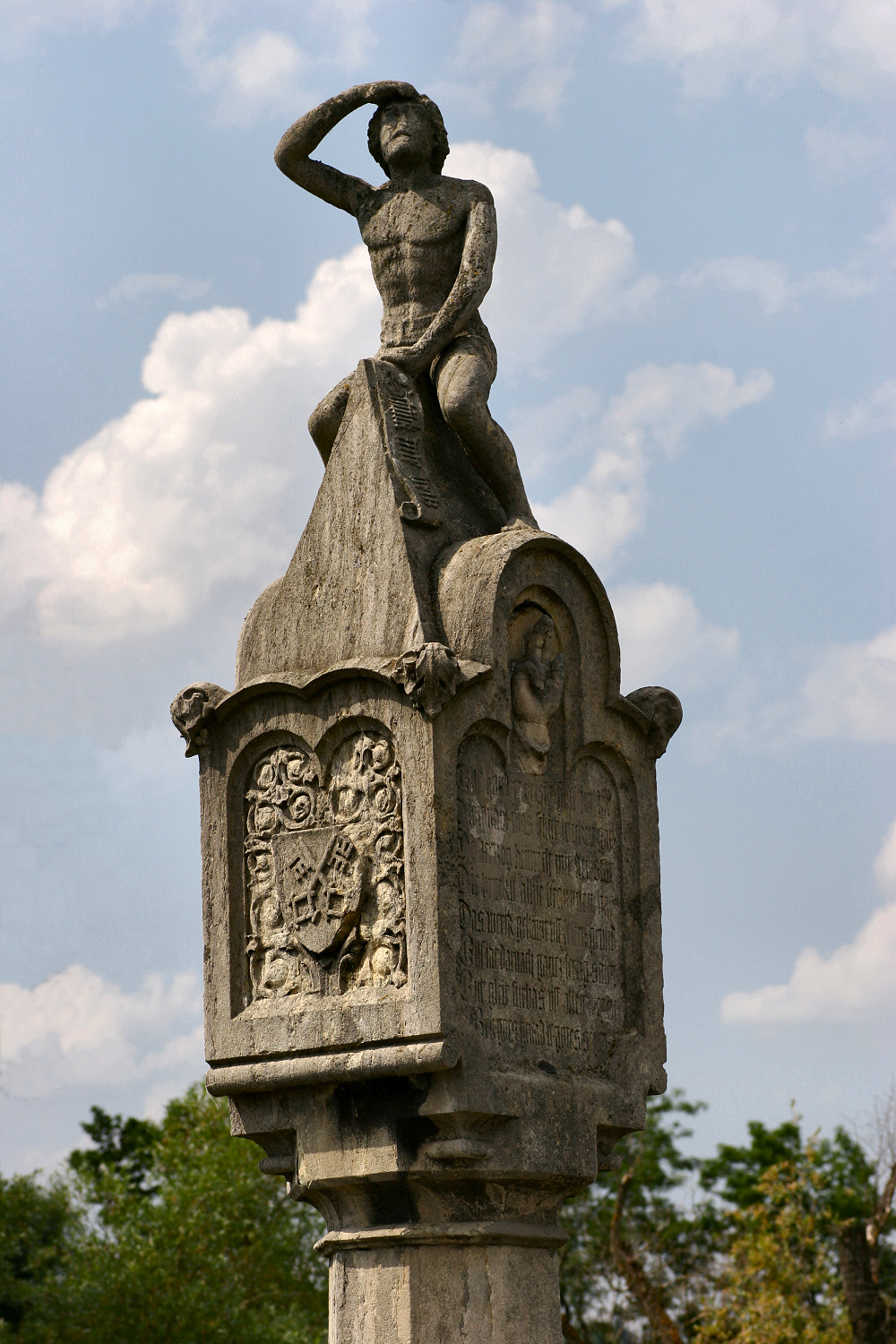
Bruckmandl
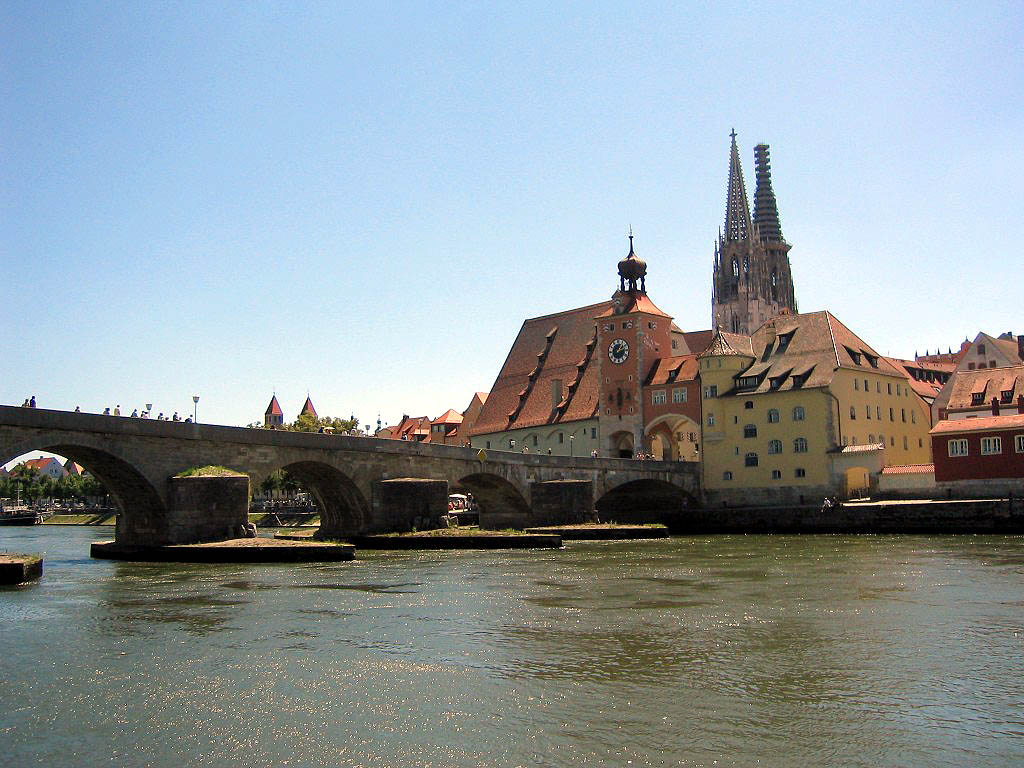
Мост и собор